# Craig Curran
Craig Carl Curran est un footballeur anglais né le 23 août 1989 à Liverpool. Il joue comme attaquant.

## Carrière en club
Le 2 janvier 2015, il rejoint le club de Ross County. Avec cette équipe, il inscrit sept buts en première division écossaise lors de la saison 2015-2016.
Le 1er juillet 2018 il rejoint Dundee United.

## Palmarès
- Vainqueur du Football League Trophy en 2011 avec Carlisle United